# 河口堰

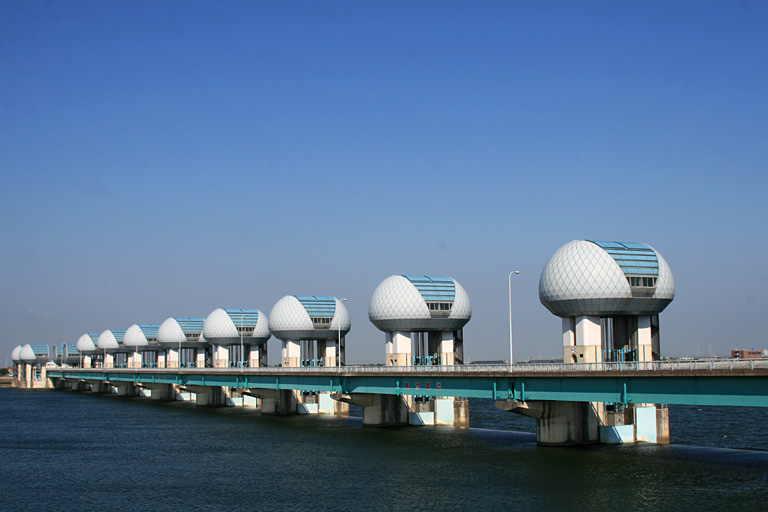
河口堰（長良川河口堰）

河口堰（かこうぜき）は、河川のごく下流、河口付近に設置される堰。

## 概説
河川の河口部から下流部にかけては海水が溯上し汽水となっているが、上水道をはじめ農業、工業など人の利用には適さない。そこを堰で河川を締め切り、海水の溯上を遮断する事で水の利用を図ること（水源開発）を主な目的として設置される。同時に治水上の目的が付与される事も多い。
しかし、海から河川にかけての連続的な環境をも遮断し、魚の溯上を妨げるなど、生態系への影響は非常に大きいといわれている。長良川河口堰建設の際に、こうした環境上の問題が大きく取り上げられ、建設の是非をめぐる争点となったことは有名。こうした背景もあって、矢作川河口堰や吉野川河口堰（第十堰の改築･可動堰化）が計画段階で中止となり、現時点において河口堰が計画されている河川は無い。

## 日本における主な河口堰
- 長良川河口堰（木曽川水系長良川。独立行政法人水資源機構）
- 利根川河口堰（利根川本川。独立行政法人水資源機構）
- 吉野川河口堰（第十堰）（吉野川本川）
- 旧吉野川河口堰（吉野川水系旧吉野川。独立行政法人水資源機構）
- 今切川河口堰（吉野川水系今切川。独立行政法人水資源機構）
- 淀川大堰（淀川本川。国土交通省近畿地方整備局）
- 六角川河口堰（六角川本川。国土交通省九州地方整備局）
- 江戸川河口堰（行徳可動堰）（利根川水系江戸川。国土交通省関東地方整備局）
- 芦田川河口堰（芦田川本川。国土交通省中国地方整備局）
- 遠賀川河口堰（遠賀川本川。国土交通省九州地方整備局）